# Zanieczyszczenia refrakcyjne
Zanieczyszczenia refrakcyjne – zanieczyszczenia chemiczne, które nie podlegają bądź podlegają jedynie w minimalnym stopniu rozkładowi biologicznemu za pośrednictwem mikroorganizmów. Zanieczyszczenia te są w niewielkim stopniu usuwane ze ścieków w klasycznych procesach oczyszczania w oczyszczalniach komunalnych. Do tego typu zanieczyszczeń zalicza się między innymi:
- substancje mineralne takie jak metale ciężkie,
- niektóre substancje powierzchniowo czynne (np.: alkilobenzenosulfonian ABS),
- środki owadobójcze (insektycydy) głównie z grupy związków chloroorganicznych (np.: DDT).

Szczególną grupę zanieczyszczeń chemicznych refrakcyjnych stanowią związki toksyczne to jest pierwiastki, związki chemiczne, substancje, a także czynniki fizyczne wywołujące w organizmach roślinnych, zwierzęcych i u człowieka zaburzenia fizjologiczne, uszkodzenia, a przy odpowiednio wysokich dawkach śmierć. Do groźnych trucizn zalicza się między innymi:
- metale ciężkie (np. ołów, kadm, rtęć, cynk, chrom),
- pestycydy,
- wielopierścieniowe węglowodory aromatyczne (np.: benzopiren),
- aminy aromatyczne (np.: aminonaftalen, aminostilben),
- nitrozoaminy (np.: nitrozodimetyloamina – NDMA),
- polichlorowane dwufenyle (PCB),
- dioksyny
- trójchlorometany (np. chloroform),
- substancje promieniotwórcze.

Wymienione powyżej zanieczyszczenia toksyczne mają co najmniej jedną z następujących właściwości: działanie rakotwórcze, działanie mutagenne (wywołujące zmiany dziedziczne – mutacje prowadzące do kalectwa), działanie teratogenne (prowadzące do zaburzeń w rozwoju embrionalnym człowieka lub zwierząt wywołujące w efekcie kalectwo), zdolność do bioakumulacji w łańcuchu pokarmowym zwierząt i ludzi.
Większość zanieczyszczeń toksycznych posiada również cechy refrakcyjne, przez co nie są one usuwane ze ścieków w procesach oczyszczania w oczyszczalniach miejskich i przedostają się do wód powierzchniowych. Mogą one także zahamować procesy biologicznego oczyszczania ścieków. Niektóre z tych zanieczyszczeń zachowują cechy groźnych trucizn nawet wówczas gdy ich ilość w wodach powierzchniowych jest śladowa (np. niektóre dioksyny) rzędu setnych i tysięcznych części mg/l (mikrozanieczyszczenia). Dzieje się tak dzięki zdolności do kumulowania się tych zanieczyszczeń w organizmach. Możliwość wyeliminowania lub znacznego ograniczenia zawartości tych zanieczyszczeń w dopływie do oczyszczalni wynika z przestrzegania warunków doprowadzania ścieków przemysłowych do miejskiej sieci kanalizacyjnej.
Warunki te określają konieczność i zakres podczyszczania ścieków przemysłowych, w szczególności wówczas gdy zawierają one metale ciężkie i inne substancje toksyczne, wolne kwasy i zasady, oleje i tłuszcze, odpływy ze szpitali zakaźnych i substancje wybuchowe, łatwopalne czy radioaktywne.